# Casei Gerola
Casei Gerola é uma comuna italiana da região da Lombardia, província de Pavia, com cerca de 2.535 habitantes. Estende-se por uma área de 24 km², tendo uma densidade populacional de 106 hab/km². Faz fronteira com Bastida de' Dossi, Castelnuovo Scrivia (AL), Cornale, Isola Sant'Antonio (AL), Mezzana Bigli, Molino dei Torti (AL), Pontecurone (AL), Silvano Pietra, Voghera.

## Demografia
| Variação demográfica do município entre 1861 e 2011                               |
|                                                                                   |
| Fonte: Istituto Nazionale di Statistica (ISTAT) - Elaboração gráfica da Wikipedia |